# Соєр і Фінн
Сойєр і Фінн (англ. Sawyer and Finn) — американська екранізація оповідань Марка Твена про Тома Сойєра і Гекльберрі Фінна.

## У ролях
- Білл Болдвін — міщанин
- Ларрі Башам — хлопчик
- Джон Девіс Чендлер — Мейсі
- Олівер Кларк — залізничник
- Майкл Дудікофф — Гекльберрі Фінн
- Джек Ілем — Бут МакГрю
- Пітер Хортон — Том Сойєр
- Жан Голд — Джулі
- Фред Лернер — коваль
- Слім Пікенс
- Стек Пірс — Джим
- П.Дж. Соулз — Беккі Тетчер
- Роберт Тесс'єр — бандит
- Дейв Віллок — старик